# Neville Lytton
Neville Lytton (Calcuta, 6 de febrero de 1879 -. Desc, 9 de febrero de 1951) fue un atleta británico que compitió en las pruebas de jeu de paume.
Nieto del famoso novelista Edward Bulwer-Lytton, nació en la India y educado en París, Francia. En la Primera Guerra Mundial, sirvió como oficial en el frente occidental y fue condecorado por el gobierno francés como Caballero de la Legión de Honor. En los deportes, Lytton es titular de una medalla olímpica, ganó la edición británica, los Juegos Olímpicos de Londres en 1908. En esta ocasión, fue superado por su compañero Eustace Miles y ganada en esta competencia por el estadounidense Jay Gould II, para terminar finalmente como el tercer lugar. Fuera de competición también se conocía como artista, exhibiendo pinturas en galerías de Europa y América.